# Serološka neskladnost
Serološka neskladnost ali serodiskordanca je izraz, ki se uporablja pri opisu partnerstva bolnika, okuženega z določeno spolno prenosljivo boleznijo, in neokuženega posameznika; po navadi se nanaša na status okuženosti z virusom HIV.

Serološka skladnost (serokonkordanca) opisuje par, kjer sta oba partnerja bodisi okužena bodisi neokužena z določeno spolno prenosljivo boleznijo (HIV-om). Večina partnerstev je serološko skladnih, v smislu, da nobeden od obeh partnerjev ni okužen z virusom HIV.
Serološka neskladnost predstavlja pomemben svetovni zdravstveni problem zaradi tveganja prenosa okužbe s HIV na HIV-negativnega partnerja, hkrati pa bistveno vpliva tudi na intimne vidike partnerstva, na primer spolnost, ter lahko vodi vse od odločitve za spolno vzdržnost do zanikanja tveganja prenosa okužbe.